# Liste der Baudenkmale in Artlenburg
In der Liste der Baudenkmale in Artlenburg sind die Baudenkmale der niedersächsischen Gemeinde Artlenburg und ihrer Ortsteile aufgelistet. Der Stand der Liste ist der 19. Januar 2023. Die Quelle der  Baudenkmale ist der Denkmalatlas Niedersachsen.

## Allgemein
In den Spalten befinden sich folgende Informationen:
- Lage: die Adresse des Baudenkmales und die geographischen Koordinaten. Kartenansicht, um Koordinaten zu setzen. In der Kartenansicht sind Baudenkmale ohne Koordinaten mit einem roten Marker dargestellt und können in der Karte gesetzt werden. Baudenkmale ohne Bild sind mit einem blauen Marker gekennzeichnet, Baudenkmale mit Bild mit einem grünen Marker.
- Bezeichnung: Bezeichnung des Baudenkmales
- Beschreibung: die Beschreibung des Baudenkmales. Unter § 3 Abs. 2 NDSchG werden Einzeldenkmale und unter § 3 Abs. 3 NDSchG Gruppen baulicher Anlagen und deren Bestandteile ausgewiesen.
- ID: die Objekt-ID des Baudenkmales
- Bild: ein Bild des Baudenkmales, ggf. zusätzlich mit einem Link zu weiteren Fotos des Baudenkmals im Medienarchiv Wikimedia Commons. Wenn man auf das Kamerasymbol klickt, können Fotos zu Baudenkmalen aus dieser Liste hochgeladen werden:

## Artlenburg

### Einzelbaudenkmale
| Lage                                       | Bezeichnung           | Beschreibung | ID       | Bild |
| ------------------------------------------ | --------------------- | --- | -------- | ---- |
| Am Deich 13 53° 22′ 33″ N, 10° 29′ 9″ O    | Wohnhaus              | Traufständiger, eingeschossiger Fachwerkbau mit Backsteinausfachung unter Halbwalmdach in Hohlpfannendeckung. Schmaler Wirtschaftsteil im Westen. Teilunterkellert. Beide Giebel und die Straßentraufseite beiderseits der Tür nachträglich verändert. Erbaut ca. 1840 | 28800897 |      |
| Deichstraße 21 53° 22′ 7″ N, 10° 29′ 58″ O | Windmühle             | Zweistöckiger Galerieholländer mit quadratischem Unterbau und Achtkant aus Backstein sowie mit Ruberoid verkleidetem Oberbau. Galerie rekonstruiert. Flügelkreuz und Windrose erneuert. Erbaut 1890. – Jüngere Anbauten aus Backstein auf Süd- und Ostseite. | 28800806 |      |
| Große Straße 53° 22′ 33″ N, 10° 29′ 19″ O  | von Spoercken-Denkmal | | 28800878 |      |
| Kirchsteig 53° 22′ 25″ N, 10° 29′ 15″ O    | Kirche St. Nikolaus   | Westturm mit ursprünglich rundem, wohl noch romanisch Unterbau aus Feldsteinmauerwerk. Dieser mehrfach durch Ummantelungen und Strebepfeiler verstärkt. Aufstockung mit zwei oktogonalen Geschossen aus Ziegelmauerwerk, das zweite auf fünf Seiten aus Fachwerk mit Ziegelausfachung unter polygonalem Turmhelm in Biberschwanzdeckung (datiert 1833). Saalkirche aus Backstein über hohem Feldsteinsockel unter im Osten abgewalmten Dach in Pfannendeckung. Rundbogenfenster, in der Nordseite zwei Segementbogen-Türen mit darüber liegenden Segmentbogen-Fenstern. Im Inneren verputzter, querorientierter spätklassizistischer Saal. Raumabschluss durch verputzte, hölzerne Flachdecke mit Vouten. Im Süden tempelförmige Kanzelaltarwand in Formen der toskanischen Säulenordnung und sechsseitige kelchförmige Taufe. Auf der Nord-, West- und Ostseite U-förmige Emporenanlage. Errichtet 1825–1827 unter Verwendung von Resten des Vorgängerbaus von 1779. An Südseite Sakristei aus Backstein. Errichtet anstelle Vorgängerbaus Anfang 20. Jh. | 28800787 |      |
| Kirchsteig 53° 22′ 26″ N, 10° 29′ 16″ O    | Kriegerdenkmal        | | 28933732 |      |

## Ehemalige Baudenkmale
| Lage                                        | Bezeichnung         | Beschreibung | ID | Bild |
| ------------------------------------------- | ------------------- | ------------ | -- | ---- |
| Große Straße 1 53° 22′ 32″ N, 10° 29′ 20″ O | ehemaliges Amtshaus |              |    |      |
| Grünstraße 15 53° 22′ 19″ N, 10° 29′ 36″ O  | Scheune             |              |    | BW   |